# Fanno Creek
Fanno Creek est un affluent de la rivière Tualatin dans l'État américain de l'Oregon. Il mesure 24 kilomètres de long et fait partie du bassin du Columbia. Son propre bassin versant couvre environ 83 km2 dans les comtés de Multnomah, Washington et Clackamas ; 18 km2 du bassin se trouve à l'intérieur des limites de la ville de Portland.